# Nikolaus Mahlerwein
Johann Nikolaus Mahlerwein (* 9. September 1769 in Gimbsheim; † 2. Dezember 1834 ebenda) war ein hessischer Gutsbesitzer und liberaler Politiker und Abgeordneter der 2. Kammer der Landstände des Großherzogtums Hessen.
Nikolaus Mahlerwein war der Sohn des Gutsbesitzers Johann Friedrich Mahlerwein und dessen Ehefrau Johanna Charlotte, geborene Wittner. Mahlerwein, der evangelischen Glaubens war, war Gutsbesitzer in Gimbsheim und heiratete in erster Ehe Magdalena geborene Trass und in zweiter Ehe Anna Maria geborene Metzger.
Von 1826 bis 1830 und erneut 1834 gehörte er der Zweiten Kammer der Landstände an. Er wurde für den Wahlbezirk Rheinhessen 8/Osthofen gewählt.